# 旧鼓楼大街
39°56′41″N 116°23′38″E / 39.9446161°N 116.3939508°E
旧鼓楼大街是位于中国北京市西城区北部的一条大街。

## 简介
旧鼓楼大街北起德胜门东大街，南到鼓楼西大街。清朝乾隆时，称“药王庙街”。清末分为两段，以大石桥胡同为界，以北称“北药王庙”，以南称“旧鼓楼大街”。 1965年合并统称为“旧鼓楼大街”。旧鼓楼大街北端原为北京内城北城墙，并无出口，1950年辟豁口，1969年拆除了全部城墙，以二环路为界，以北称旧鼓楼外大街，以南即旧鼓楼大街。
根据1960年代的勘测，旧鼓楼大街在元朝时便已存在，类似于驰道，南端有鼓楼，名为“齐政楼”，用以报时。明朝以后，齐政楼塌毁，乃于其东侧，即今鼓楼的位置兴建鼓楼。齐政楼相对于明朝的鼓楼，为旧物，故称“旧鼓楼”，其下的街道便称为“旧鼓楼大街”。另一说认为，该大街位于今鼓楼以西，鼓楼前面的大街，清朝时称“鼓楼大街”，鼓楼以西的大街，相对于其时的鼓楼大街，已为旧物，故加“旧”字以示区别。
旧鼓楼大街北端西侧，原有北药王庙，现已无存。但尚有嘉慈寺、广济寺，俗称双寺，并有双寺胡同。双寺东部的嘉慈寺建筑多已不存在，西部的广济寺建筑则保存较完好，为某报社占用，院中还有粗壮的银杏树。